# Yvonne Meusburger
Yvonne Meusburger (Dornbirn, 3 ottobre 1983) è un'ex tennista austriaca.

## Carriera
La Meusburger ha ottenuto il miglior risultato della carriera in un torneo WTA nel 2013 a Bad Gastein sconfiggendo in finale Andrea Hlaváčková in due set.
Il 14 luglio 2013 perde la sua seconda finale della carriera a Budapest in tre set contro la tennista rumena Simona Halep.
La settimana seguente raggiunge per la seconda volta la finale al torneo di Bad Gastein, e conquistando il primo titolo WTA a discapito della tennista ceca Andrea Hlaváčková.
Nei tornei dello Slam ha raggiunto come miglior risultato il terzo turno agli Australian Open 2014, nonché il secondo turno agli Open di Francia 2010, il secondo turno al Torneo di Wimbledon 2007 e il secondo turno agli US Open 2008 e 2010.
Ha annunciato il suo ritiro durante gli US Open 2014. Il suo ultimo torneo è stato l'Australian Open in cui perde al primo turno contro Casey Dellacqua.

## Statistiche

### Singolare

#### Vittorie (1)
| Legenda               |
| --------------------- |
| Grande Slam (0)       |
| Ori Olimpici (0)      |
| WTA Finals (0)        |
| Premier Mandatory (0) |
| Premier 5 (0)         |
| Premier (0)           |
| International (1)     |

| N. | Data           | Torneo                      | Superficie  | Avversaria in finale | Punteggio |
| 1. | 21 luglio 2013 | Gastein Ladies, Bad Gastein | Terra rossa | Andrea Hlaváčková    | 7-5, 6-2  |

#### Sconfitte (2)
| Legenda               | Legenda               |
| --------------------- | --------------------- |
| Grande Slam (0)       |                       |
| Argenti Olimpici (0)  |                       |
| WTA Championships (0) |                       |
| Prima del 2009        | Dal 2009              |
| Tier I (0)            | Premier Mandatory (0) |
| Tier II (0)           | Premier 5 (0)         |
| Tier III (1)          | Premier (0)           |
| Tier IV (0)           | International (1)     |

| N. | Data           | Torneo                         | Superficie  | Avversaria in finale | Punteggio        |
| 1. | 29 luglio 2007 | Gastein Ladies, Bad Gastein    | Terra rossa | Francesca Schiavone  | 1-6, 4-6         |
| 2. | 14 luglio 2013 | Hungarian Grand Prix, Budapest | Terra rossa | Simona Halep         | 3-6, 7(6)-6, 1-6 |

## Risultati in progressione
| Sigla | Risultato               |
| ----- | ----------------------- |
| V     | Vincitore               |
| F     | Finalista               |
| SF    | Semifinalista           |
| O     | Oro olimpico            |
| A     | Argento olimpico        |
| SF    | Bronzo olimpico         |
| QF    | Quarti di Finale        |
| 4T    | Quarto turno            |
| 3T    | Terzo turno             |
| 2T    | Secondo turno           |
| 1T    | Primo turno             |
| RR    | Round Robin             |
| LQ    | Turno di qualificazione |
| A     | Assente                 |
| ND    | Non disputato           |

| Legenda superfici    |
| -------------------- |
| Cemento              |
| Terra battuta        |
| Erba                 |
| Superficie variabile |

### Singolare
| Tornei del Grande Slam |     |     |     |     |     |     |     |     |     |     |       |
| Australian Open        | Q1  | 1T  | Q2  | Q2  | 1T  | 2T  | A   | Q3  | A   | 3T  | 3–5   |
| Open di Francia        | 1T  | Q1  | 1T  | 1T  | 1T  | 2T  | Q2  | Q2  | Q3  | 2T  | 2–6   |
| Wimbledon              | Q2  | Q1  | 2T  | 1T  | Q2  | 1T  | Q2  | Q2  | 1T  | 2T  | 2–5   |
| US Open                | Q2  | Q1  | 1T  | 2T  | 1T  | 2T  | Q1  | Q2  | 1T  | 1T  | 2–6   |
| Vittorie-sconfitte     | 0–1 | 0–1 | 1–3 | 2–4 | 0–3 | 3–4 | 0–0 | 0–0 | 0–2 | 4-4 | 10-21 |